# Tribuna del Yaqui
Tribuna del Yaqui es un periódico impreso y diario digital mexicano de información general fundado en 1965. Se redacta en español. Tiene su sede en Ciudad Obregón, Sonora y cuenta con dos diarios hermanos en las ciudades de Navojoa y Heroica Guaymas. Está orientado hacia todo público y una ideología política liberal. El periódico ofrece todos sus contenidos de forma gratuita en Internet, sin necesidad de pago o socios.

## Historia
El diario fue fundado el 5 de diciembre de 1965 en Ciudad Obregón, Sonora, México por un grupo de políticos, agricultores y empresarios formado por Faustino Félix Serna, Jorge Parada, Javier Robinson Bours Almada, Mario Morúa, Reynaldo Ramos Marcor, Manuel Monreal y Javier Gallegos, ante la ausencia de un medio de comunicación congruente con la problemática y la evolución del Valle del Yaqui y su desarrollo agrícola y social, además de guardar la reciprocidad y los mejores anhelos cívicos de la comunidad, el 5 de diciembre sale el primer número del diario Tribuna. El primer director general fue Carlos Argüelles del Razo.
Poco a poco la necesidad de la ciudadanía de permanecer informada diariamente con los hechos que ocurrían en la ciudad y sus alrededores provocó un crecimiento, en donde se encontró la oportunidad de expansión a Navojoa con el nombre El Informador (actualmente Tribuna del Mayo), y después en 1982 en Guaymas con La Voz del Puerto.
En el 30 de junio de 2002 se crea la primera versión digital de Tribuna con esto incursionando en el mundo de los diarios digitales. 
El 5 de diciembre de 2015 en víspera del 50.º aniversario de Tribuna se imprimió un suplemento en el cual se mostraba un poco de la historia del mismo periódico, así como una recapitulación de las noticias más impactantes de cada año hasta la actualidad.
El 10 de septiembre de 2021 fue publicada por última vez la columna "Rumbos", del periodista Mario Rivas Hernández (26 de febrero de 1946 - 2 de noviembre de 2021), quien había iniciado su andadura en este diario el 14 de octubre de 1987, a invitación de Faustino Félix Escalante, directivo de la publicación cotidiana. Rivas falleció a los 75 años de edad a causa de cáncer.

### Refundación multimedia
Con la llegada de 2015 se creó la nueva versión digital de Tribuna, la cual con el paso del tiempo, ha ido ganando mayor aceptación por parte de los lectores de la edición impresa. La página web fue rediseñada en el año 2018.